# Mark L. De Motte
Mark Lindsey De Motte, né le 28 décembre 1832 à Rockville (Indiana) et mort 23 septembre 1908 à Valparaiso (Indiana), est un militaire et homme politique américain.

## Biographie
De Motte est diplômé en littérature (1853) puis en droit (1855) de l'université Indiana Asbury. Il devient avocat à Valparaiso en 1855 et est élu procureur l'année suivante. Durant la guerre de Sécession, il sert comme premier lieutenant puis capitaine dans une unité d'infanterie de l'armée de l'Union.
Après la guerre, De Motte s'installe à Lexington dans le Missouri, où il fonde le Lexington Register. Membre du Parti républicain, il échoue à deux reprises à être élu à la Chambre des représentants des États-Unis (1872 et 1876).
En 1877, De Motte retourne à Valparaiso et poursuit sa carrière d'avocat. Deux ans plus tard, il participe à la fondation de la faculté de droit du nord de l'Indiana (en anglais : Northern Indiana Law School, future Valparaiso University (en) School of Law) ; il en sera doyen de 1890 à sa mort. De Motte est finalement élu à la Chambre des représentants en 1880 mais il est battu en 1882. Il siège au Sénat de l'Indiana de 1886 à 1890 puis devient le receveur des postes de Valparaiso de 1890 à 1894.
La ville de De Motte est nommée en son honneur.